# 寶石 (井上麻里奈單曲)
《寶石》（日语：宝石）是日本女性聲優井上麻里奈的首張單曲。2004年8月11日由Aniplex（日本索尼音樂娛樂旗下公司）發行。

## 概要
《寶石》是聲優井上麻里奈在她主演的OVA《柯塞特的肖像》（共3話）選為動畫主題歌曲使用的出道單曲。表題曲「寶石」當片尾主題曲使用，至於B面歌曲「Ballad」在第3話當劇中插入歌使用。由梶浦由記企劃製作、作詞、作曲及編曲。

## 收錄歌曲
1. 寶石 [4:56]
  - 作詞、作曲、編曲：梶浦由記
  - OVA《柯塞特的肖像》片尾主題曲
2. Ballad [5:23]
作詞・作曲・編曲：梶浦由記
  - OVA《柯塞特的肖像》第3話劇中插入歌
3. 寶石（original karaoke）
4. Ballad（original karaoke）

## 外部連結
- 井上麻里奈Official Web Site （页面存档备份，存于） （日語）－井上麻里奈的官方網站。